# Ciudad Paraíso
Ciudad Paraíso (título original: Paraíso), es una telenovela brasileña emitida por TV Globo. 
Es una versión de la telenovela homónima emitida en 1982 por el mismo canal, fue escrita por Edmara Barbosa, con la colaboración de Edilene Barbosa, dirigida por André Felipe Binder, Pedro Vasconcelos y Paulo Ghelli, con la dirección general y de núcleo de Rogério Gomes.
Protagonizada por Eriberto Leão y Nathalia Dill, con las participaciones antagónicas de Vanessa Giácomo, Cássia Kis y Guilherme Winter y con las actuaciones estelares de Reginaldo Faria, Fernanda Paes Leme, Alexandre Nero, Cristiana Oliveira y Mauro Mendonça.

## Sinopsis
La historia de la pasión casi imposible del peón Eleuterio José, apodado el Hijo del Diablo, y de María Rita, la santa. Ambos son residentes en el pequeño pueblo de Paraíso en el Mato Grosso. Según la leyenda local, el padre de José Eleuterio, Eleuterio, tiene una botella, donde está encerrado el diablo y que garantiza increíbles poderes. De hecho, la botella no es más que una memoria adquirida por Eleuterio en Río de Janeiro. Pero la gente del pueblo cree en la leyenda. Del mismo modo cree en los rumores acerca de los milagros que María Rita había hecho en la infancia.
Cuando María y Zeca se encuentren, un amor incontrolable nacerá entre ellos, pero la madre de la santa, una beata que sueña con que su hija vaya al convento y sea monja, hará de todo para impedir esta relación.
La mala fortuna llega además a la pareja y Zeca sufrirá un accidente. María Rita hace una promesa: alejarse de su gran amor a cambio de su curación. Triste y desilusionado con la decisión de su amada, Zeca se casa con su hermana de crianza, Rosita, que siempre estuvo muy enamorada de él.
El matrimonio de Zeca y Rosa nunca se llega a consumar, ya que Zeca no podía dejar de pensar en Maria Rita, además de no ver a Rosa como mujer. Este amor imposible entre el Hijo del Diablo y La Santa hizo que el matrimonio de Zeca y Rosita no funcionara nunca y fuera anulado, anulación que tardó mucho en llegar a sus manos y por lo cual la Santica (Maria Rita) estuvo a punto de casarse con Octavio (amigo de Zeca que se enamoró de Maria rita) pues éste no tenía compromisos y ante los ojos de Dios no sería pecado, pero justo antes de subir al altar con Octavio la Santica huye a los brazos de Zeca, quien a su vez, desesperado quería impedir dicha boda.

## Elenco
| Actor/Actriz        | Personaje                                         |
| ------------------- | ------------------------------------------------- |
| Nathalia Dill       | Maria Rita Godói (Santinha)                       |
| Eriberto Leão       | José Eleutério Ferrabraz (Zeca / Hijo del Diablo) |
| Cássia Kis          | Mariana Godói                                     |
| Mauro Mendonça      | Antero Godói                                      |
| Vanessa Giácomo     | Maria Rosa Almeida (Rosinha)                      |
| Alexandre Nero      | Terêncio                                          |
| Fernanda Paes Leme  | Maria Rosa Albuquerque Medeiros                   |
| Guilherme Winter    | Otávio Elias Barbosa                              |
| Reginaldo Faria     | Eleutério Ferrabraz                               |
| Soraya Ravenle      | Josefa Ferrabraz (Zefa)                           |
| Lucci Ferreira      | Geraldo Valfrido Gutiérrez                        |
| Daniel              | José Camilo dos Santos (Zé Camilo)                |
| Cristiana Oliveira  | Zuleika Tavares                                   |
| Leopoldo Pacheco    | Prefeito Norberto Medeiros                        |
| Bia Seidl           | Aurora Medeiros                                   |
| Carlos Vereza       | Padre Bento                                       |
| Guilherme Berenguer | Ricardo                                           |
| Manuela do Monte    | Tonha                                             |
| Walderez de Barros  | Dona Ida                                          |
| Juliana Boller      | Ana Célia Aires (Aninha)                          |
| Paula Barbosa       | Edite                                             |
| Caroline Abras      | Jacira                                            |
| Ana Paula Botelho   | Noca                                              |
| Mareliz Rodrigues   | Nina                                              |
| Kadu Moliterno      | Bertoni                                           |
| Oscar Magrini       | Falconi                                           |
| Lucy Ramos          | Maria Cleusa (Cleusinha)                          |
| Cris Vianna         | Candinha                                          |
| José Augusto Branco | Amadeu (Nono)                                     |
| Aisha Jambo         | Leni Peixoto                                      |
| Laércio Fonseca     | Tuta                                              |
| Genézio de Barros   | Alfredo Modesto                                   |
| Edney Giovenazzi    | Prefeito Paulino                                  |
| Luli Miller         | Nena Ferrabraz                                    |
| Duda Ribeiro        | Mané Corrupio                                     |
| Alexandre Rodrigues | Tóbi                                              |
| Cláudio Galvan      | Valdo (Vadinho)                                   |
| Gésio Amadeu        | Capita                                            |
| Cosme dos Santos    | José Carlos (Zé do Correio)                       |
| Jackson Costa       | Isidoro                                           |
| Hugo Gross          | Pedro do Posto                                    |
| João Sabiá          | Marcos Miola                                      |
| Lidi Lisboa         | Das Dores                                         |
| Rodrigo Satter      | Tiago                                             |
| Yassir Chediak      | Juvenal                                           |
| Thommy Schiavo      | Chico                                             |
| Eduardo Di Tarso    | Paraná                                            |

### Participaciones especiales
| Actor/Actriz               | Personaje                   |
| -------------------------- | --------------------------- |
| Larissa Vereza             | Hermana Matilde             |
| Anamaria Barreto           | Madre Superiora             |
| Marcelo Faria              | Eleutério Ferrabraz (joven) |
| Luiz Antônio do Nascimento | Tião (joven)                |

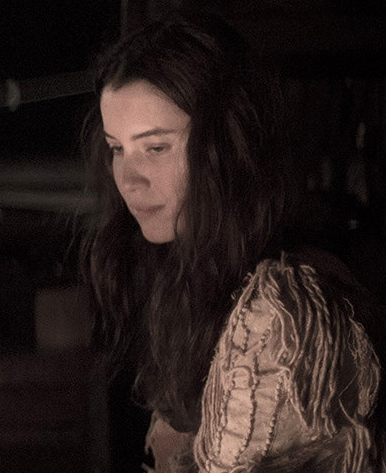
Nathalia Dill Maria Rita
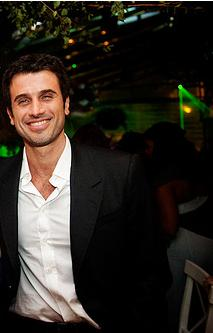
Eriberto Leão Zeca
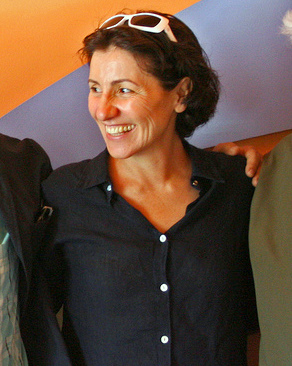
Cássia Kis Magro Mariana
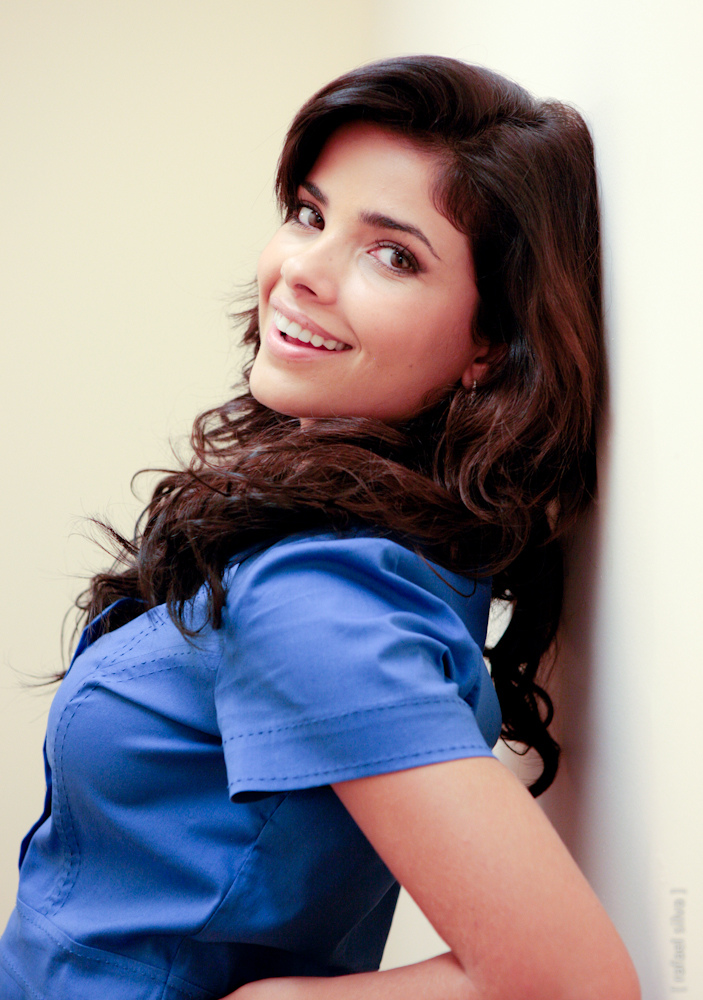
Vanessa Giácomo Rosinha
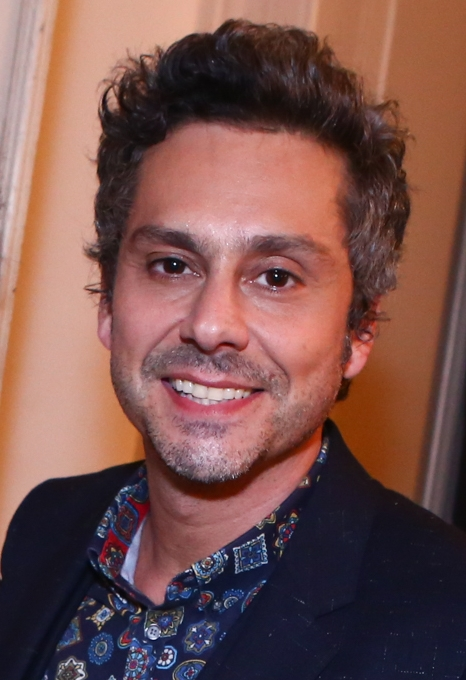
Alexandre Nero Terêncio
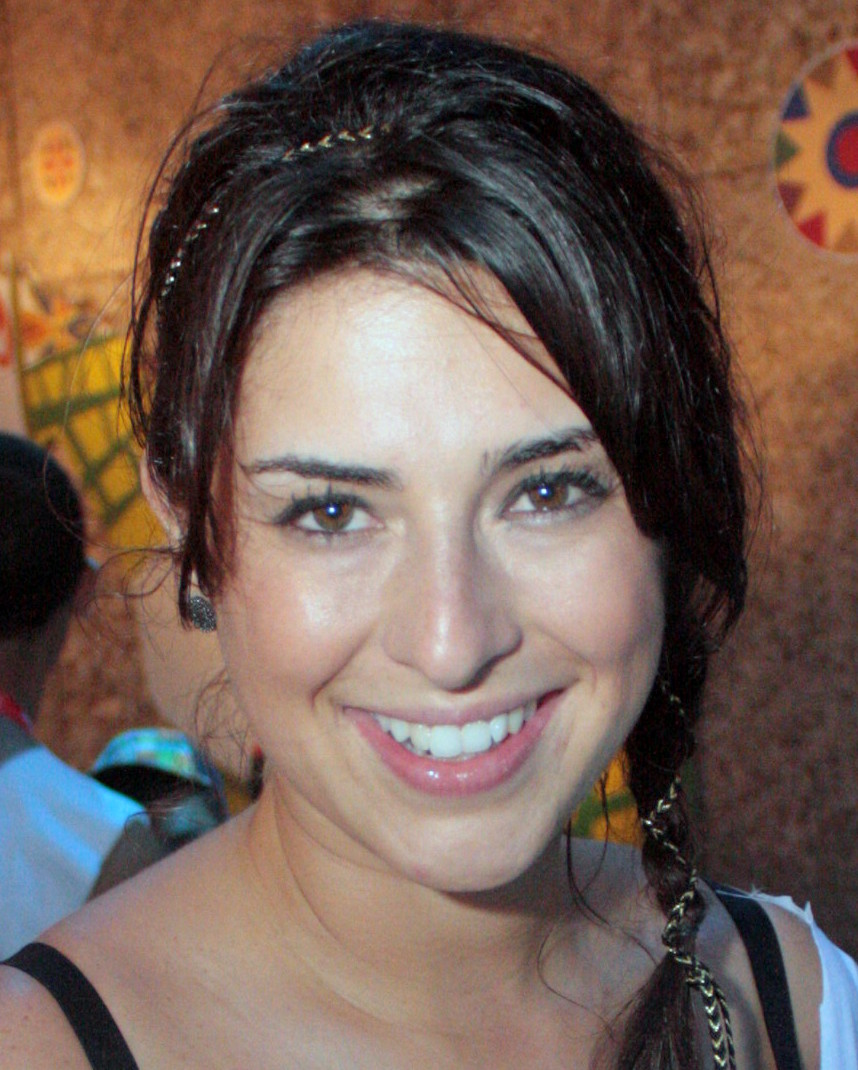
Fernanda Paes Leme Maria Rosa
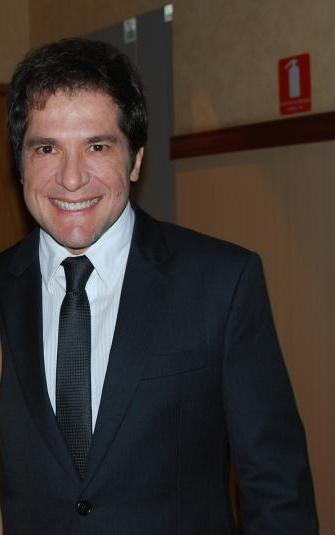
Daniel Zé Camilo